# Mutinai háború
A mutinai háború egy római polgárháború volt Kr. e. 44 decemberétől Kr. e. 43 áprilisáig Marcus Antonius volt consul, illetve a republikánusok és Octavianus szövetsége között Mutina (a mai Modena) környékén. A szövetség által megnyert háború végeztével Octavianus szakított a köztársaságiakkal, és a Caesar-párt egységét helyreállítva létrejött a második triumvirátus.

## Előzmények
Kr. e. 44. március 15-én köztársaságpárti összeesküvők meggyilkolták Caius Iulius Caesart, az elmúlt öt év alatt egyeduralmat kiépítő dictatort. Az elhunyt rendkívüli népszerűségére és a gyilkosok ellen forduló közhangulatra való tekintettel a senatus kénytelen volt kiegyezni a caesariánusokkal, akiket ekkor Marcus Antonius, Caesar consultársa, illetve Marcus Aemilius Lepidus, a magister equitum vezetett. A diktatúrát ugyan eltörölték, és a gyilkosokat sem büntették meg, Caesar intézkedései azonban érvényben maradtak, és nyilvánosságra hozták a plebsnek kedvező végrendeletét is.
Áprilisban Itáliába érkezett apollóniai tanulmányútjáról Caesar unokahúgának fia, az ifjú Caius Octavius, aki egyúttal felvette a Caius Iulius Caesar nevet (ekkortól Octavianusként szokás rá hivatkozni), és a végrendelet legfőbb kedvezményezettje lévén követelte annak végrehajtását a plebs javára is. Antonius azonban nem osztotta ki a fejenként 300 sestertiust, az ifjú Octavianus pedig anyai örökségén sereget kezdett toborozni Caesar veteránjai között, ráadásul azzal vádolta meg Antoniust, hogy kibékült a gyilkosokkal. Időközben Cicero vezetésével a senatus is a consul ellen fordult, és a két csoport hamarosan egymásra talált: Octavianus szövetkezett az alapvetően republikánus testülettel Marcus Antonius ellenében. Az egyre kellemetlenebbé váló helyzetben Antonius jobbnak látta még hivatali évének lejárta előtt, decemberben kivonulni a rendkívül erős katonasággal rendelkező Gallia Cisalpina tartományba.

## A háború
Gallia Cisalpina helytartóságát eredetileg az év egyik praetora, Decimus Iunius Brutus Albinus kapta meg, de Antonius elérte, hogy egy népgyűlés a tartományt neki adja, Brutust pedig Macedoniával kárpótolja. Brutus azonban, miután Antonius felszólította a csere végrehajtására, nem volt hajlandó a provincia átadására, hanem a Róma felé vonulást tettetve három legiójával és nagy számú gladiátorral elsáncolta magát Mutinában, ahol a helyi készleteket elkobozva hosszú ostromra rendezkedett be. Antonius, akinek négy legio mellett jelentős számú segédcsapat és testőrség állt a rendelkezésére, ostrom alá vette a várost.
A Kr. e. 43 első napjaiban összeülő senatus mind Antoniust, mind a magát önkényesen társává kikiáltó Publius Cornelius Dolabellát elítélte, és a Caesar-gyilkosoknak, Marcus Iunius Brutusnak és Caius Cassius Longinusnak hatalmas erőket szavazott meg Macedonia és Syria kormányzósága mellett. Az év két consulja, Aulus Hirtius és Caius Vibius Pansa közben megkezdte a készülődést Antonius ellen: előbbi a propraetori rangra emelt Octavianus seregeinek társvezére lett, utóbbi pedig új erők toborzásába fogott. Hirtius és Octavianus öt legiója – kettő Antoniustól állt át, kettőt a veteránok közül toboroztak, egyet pedig újoncok alkottak – felvonult ugyan Mutina elé, de Pansa nélkül nem merték lerohanni Antoniust, így csak kisebb lovascsetepatékra került sor a két ellenfél között. Ugyanekkor Antonius egy híve, Publius Ventidius Bassus három legiót toborzott az Adriai-tenger partvidékén, de Hirtiusék erői elzárták az egyesülés útját, így Bassus nem avatkozott a harcba. Az elméletileg Antonius mellett kiálló, Galliát és Hispaniát igazgató hadvezérek (Plancus, Pollio és Lepidus) szintén nem mozdultak.
Időközben híre jött Pansa közeledésének, aki négy cohorsnyi erőt gyűjtött; Hirtiusék Decimus Carfulenus (vagy Carsuleius) vezetésével egy légiót és Octavianus praetori cohorsát küldték a fogadására a hegyszorosokba. Ezeken át is tudtak vonulni, ám a Mutina felé vezető utat szegélyező mocsarakban Antonius nádasban rejtőző katonái várták őket. Április 15-én itt került sor a Forum Gallorum-i csatára, amelyben Octavianus praetori cohorsa felmorzsolódott, Pansa újoncai pedig megfutamodtak, amikor a consult eltalálta egy lándzsa az ágyékán. Ezt látva Carfulenus is visszavonult képzett emberei élén, Antonius pedig az újoncok után nyomulva körükben is vérfürdőt rendezett. Úgy tűnt, hogy a csata Antonius diadalával ért véget, ám délután megérkezett a kb. 11 kilométerrel távolabb táborozó Hirtius egy pihent légiója élén, és szétverte a kifáradt ellenfelet. Antonius ezután megmaradt csapataival védekezésre rendezkedett be, miközben remélte, hogy Brutus immár jó ideje éhező mutinai alakulatai rövidesen megadják magukat. Hirtius és Octavianus azonban azzal, hogy megpróbálta áttörni az ostromgyűrűt, kierőszakolta az új összecsapást (mutinai csata, április 21.). A harcban Antonius érzékeny veszteségeket szenvedett, és bár Hirtius elesett és elveszett táborát sikerült visszafoglalnia, úgy döntött, hogy felhagy az ostrommal, és elvonult északnyugat felé. A Bononiába szállított Pansa a mutinai csata másnapján belehalt sérülésébe.

## Következmények
Antonius megmaradt katonáihoz rövidesen csatlakoztak Ventidius Bassus legiói, ezek élén pedig átvonult Gallia Narbonensisbe, ahol Lepidus (katonái nyomásának is engedelmeskedve) befogadta őt. A diadal hírére a senatus a haza ellenségévé nyilvánította Antoniust, Decimus Brutust pedig imperatori címmel és triumphusszal jutalmazták meg. Amikor híre jött Antonius és Lepidus összefogásának, félelmükben segítséget kértek Cassiustól és Brutustól, akiket főhatalommal ruháztak fel, illetve Sextus Pompeiustól, akit flottaparancsnokká neveztek ki. Két africai legiót is hazahívtak, Lepidust pedig szintén a haza ellenségévé nyilvánították.
Octavianus számára – akit eddig is súlyos személyes sérelmek értek: Brutusszal ellentétben csupán ovatiót szavaztak meg neki, imperatori kinevezést sem kapott, ráadásul hiába követelte a consulságot – ezek a Caesar-gyilkosok és Pompeius-pártiak felé közelítő lépések elfogadhatatlanok voltak. Nyolc legiója élén végül megindult Rómába, amit az africai legiók átállása miatt harc nélkül foglalt el. A senatus ebben a helyzetben augusztus 19-én kénytelen volt consullá kinevezni a huszadik évében járó fiatalembert rokona, Quintus Pedius kollégájaként. Octavianus, aki Antonius elvonulása óta békülékeny gesztusokat tett utóbbinak és híveinek, ezután felvette a kapcsolatot a caesariánus hadvezérekkel. Consulként intézkedett ellenséggé nyilvánításuk semmissé tételéről, végül novemberben megkötötte Lepidusszal és Antoniusszal a második triumvirátust Bononia városában. A Caesar-párt egysége így helyreállt, és megkezdődhetett a republikánusok elleni háború.